# Margaret Campbell
Margaret Campbell (24 de abril de 1883-27 de junio de 1939) fue una actriz de género estadounidense que trabajó en películas mudas. En sus últimos años fue secretaria de la Asamblea Espiritual de la Fe Baháʼí de Los Ángeles.

## Carrera
Nacida en San Luis, Misuri, Campbell fue protagonista de los Bramhall Players. Hizo apariciones en Broadway en Lightnin' (1918), Keeping Up Appearances (1918), The Silent Assertion (1917), Difference in Gods (1917), Keeping Up Appearances (1916), The Merchant of Venice (1913), Hamlet (1912), y Kassa (1909). Más tarde, siguió a su esposo, el actor Josef Swickard, en el cine, donde solía interpretar a grandes damas. Se retiró de la industria cinematográfica con la llegada del cine sonoro.

### Muerte
En 1939, Campbell fue agredida sexualmente y asesinada a golpes con un martillo. Su hijo, Campbell McDonald, fue el sospechoso inicial. También se sospechaba que había apaleado hasta la muerte a una bailarina rusa, Anya Sosoyeva, y que había agredido a la joven actriz Delia Bogard, que sobrevivió. Más tarde fue absuelto de esos ataques cuando el verdadero asesino fue capturado por la policía de Los Ángeles. Ambos ataques ocurrieron en el colegio de la ciudad de Los Ángeles.

## Filmografía
- The Laundry Girl (1919)
- The Price of Innocence (1919)
- Please Get Married (1919)
- The Notorious Miss Lisle (1920)
- In the Heart of a Fool (1920)
- Lying Lips (1921)
- The Girl in the Taxi (1921)
- Their Mutual Child (1921)
- Eden and Return (1921)
- Don't Shoot (1922)
- Top o' the Morning (1922)
- Confidence (1922)
- Legally Dead (1923)
- The Clean Up (1923)
- His Mystery Girl (1923)
- The Dangerous Blonde (1924)
- The Fast Worker (1924)
- The Home Maker (1925)
- The Lady from Hell (1926)
- Monte Carlo (1926)
- The Better Man (1926)
- Children of Divorce (1927)
- Wages of Conscience (1927)
- One Hysterical Night (1929)
- Take the Heir (1930)

## Obras de teatro
- Kassa (1909)
- Hamlet (1913)
- The Merchant of Venice (1913)
- Keeping Up Appearances (1917)
- Difference in Gods (1917)
- Keeping Up Appearances (1918)
- The Silent Assertion (1918)
- Lightnin' (1921)